# Tirrenosiro minor
Espèce
Synonymes
- Parasiro minor Juberthie, 1958

Tirrenosiro minor est une espèce d'opilions cyphophthalmes de la famille des Parasironidae.

## Distribution
Cette espèce est endémique de Corse en France.

## Description
Les mâles mesurent de 1,38 à 1,44 mm et les femelles de 1,35 à 1,44 mm.

## Systématique et taxinomie
Cette espèce a été décrite sous le protonyme Parasiro minor par Juberthie en 1958. Elle est placée dans le genre Tirrenosiro par Karaman, Mitov et Snegovaya en 2024.

## Publication originale
- Juberthie, 1958 : « Révision du genre Parasiro (Opilions, Sironidae) et descriptions de Parasiro minor n. sp. » Bulletin du Muséum National d'Histoire Naturelle, sér. 2, vol. 30, no 2, p. 159–166 (texte intégral).